# Os bru de l'Ussuri
L'os bru de l'Ussuri (Ursus arctos lasiotus) és una de les subespècies més grans d'os bru (Ursus arctos) al Paleàrtic. També se'l coneix com os bru d'Ezo o bé os bru de l'Amur. Es troba a l'est d'Àsia: Sakhalín, l'óblast de l'Amur, les Illes Xantar, les illes Iturup i Kunaxir (ambdues a les Illes Kurils), el nord-est de la Xina, la Península de Corea i l'illa de Hokkaido (Japó).
Algunes autoritats consideren que els ossos trobats a Hokkaido i a les illes Kurils correspondrien a una subespècie separada, l'os bru de Hokkaido (Ursus arctos yesoensis).

## Descripció
De fesomia semblant a l'os bru de Kamxatka (Ursus arctos beringianus), però generalment de color més fosc, amb el crani més allargat i el front menys elevat. Els mascles poden tenir fins al doble de la mida de les femelles, que oscil·len entre els 200 i 600 kg de pes. Ocasionalment poden arribar a mides més grans que les dels ossos de Kamxatka. El crani més gran mesurat per Sergej Ognew (1931) era només lleugerament més petit que el de l'os de Kodiak més gran (la subespècie més gran d’ós bru) registrat en aquell moment. A les illes Kurils del sud, els ossos presenten una coloració blanca a la meitat superior del cos, segurament deguda a l'aïllament genètic.

## Comportament i biologia
Al nord del Japó, a la península de Shiretoko, especialment a la zona anomenada «Banya», moltes femelles amb cadells sovint s'acosten als pescadors i passen temps a prop de la gent. Aquest comportament únic es va observar per primera vegada fa més de mig segle, sense haver-se'n registrat mai cap víctima ni accident. S'especula que les femelles amb cadells s'apropen als pescadors per evitar trobar mascles adults agressius que puguin posar en perill la vida dels petits.
A la serralada russa de Sikhoté-Alín, hibernen sobretot en caus excavats als vessants dels turons. En menor mesura s'encauen també en afloraments de roca o construeixen nius terrestres. Aquests ossos bruns poques vegades coincideixen amb els ossos negres de l'Ussuri, donat que hibernen en cotes més altes i en pendents més pronunciades que aquests. No és massa freqüent que es produeix atacs als seus congèneres negres més petits.

### Alimentació
Tot i ser animals omnívors, la dieta d’un os bru de l'Ussuri és principalment herbívora i varia segons la disponibilitat local d’aliment. Inclou fruits secs, pinyons, baies, aglans, escorça i saba de pi, herbes i els seus rizomes, lliris i altres arrels i bulbs. La carn inclou carronyes diverses, mamífers petits i de vegades grans, peixos, aus i insectes (com ara, formigues).
Els recents augments registrats de mida i pes, que arriben als 400-450 kg (990 lliures) i, excepcionalment, fins als 550 kg (1.210 lliures), són causats principalment per l'alimentació de conreus.
La propensió cap a una dieta eminentment herbívora sembla demostrada al nord del Japó, havent abandonat als darrers segles el consum de salmó i de carronyes.

### Interaccions amb tigres

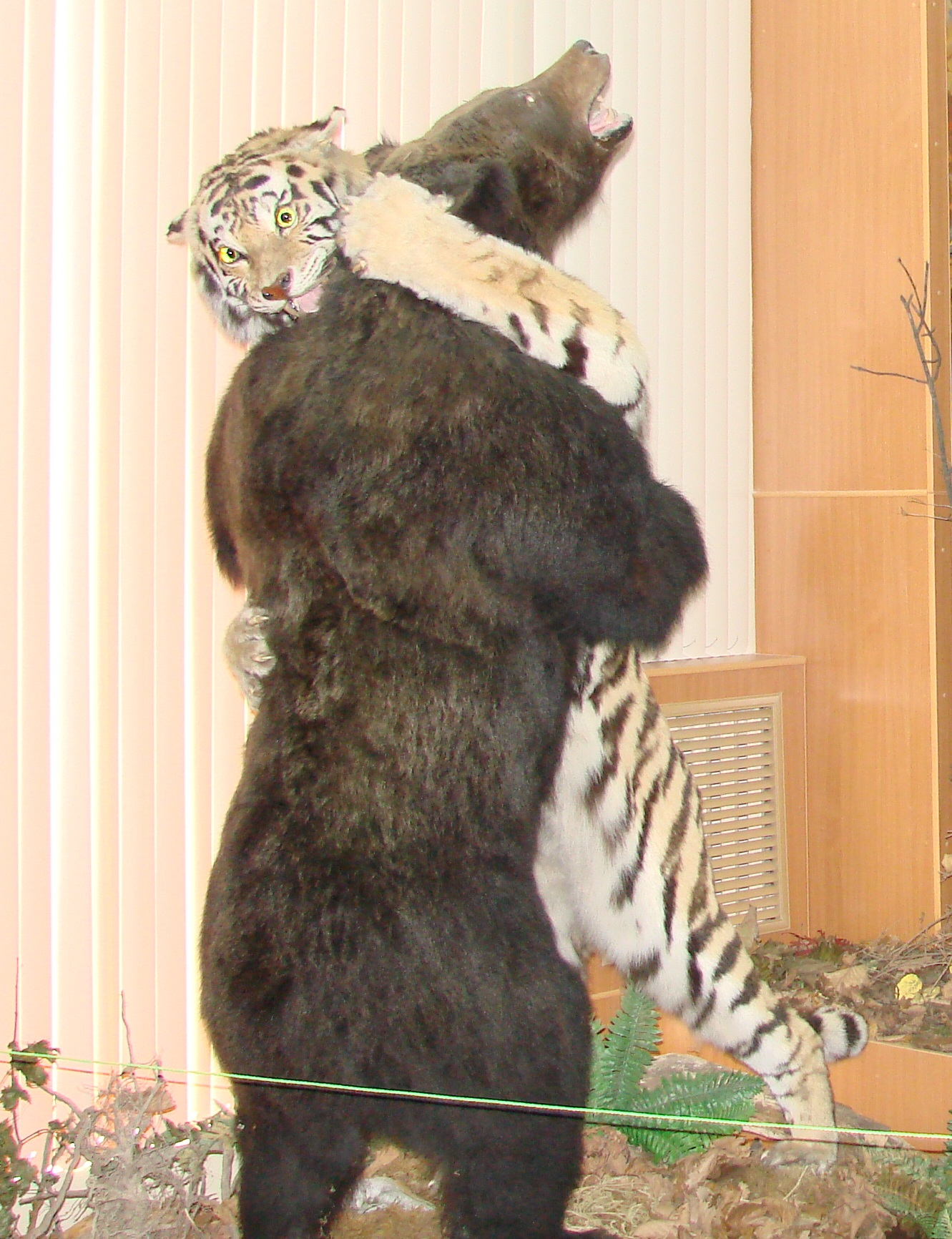
El museu Vladivostok mostra una taxidèrmia d'un os bru que lluita contra un tigre siberià

En les poblacions de l'Amur, els ossos bruns són ocasionalment depredats per tigres siberians i constitueixen un 1% de la dieta d'aquests (tot i que poden arribar fins al 18,5%, juntament amb els ossos negres asiàtics, en casos molt particulars). El principal objectiu dels tigres són els ossos joves, però ocasionalment, les femelles adultes també poden ser depredades. Els tigres siberians solen atacar els ossos bruns a l’hivern als seus caus. Normalment són atacats més sovint que no pas els ossos negres més petits, a causa del seu hàbit de viure en zones més obertes i la seva incapacitat per pujar als arbres. Els atacs dels fèlids solen produir-se quan disminueixen les poblacions d'ungulats. Del 1944 al 1959, es van registrar més de 32 casos de tigres que atacaren ossos a l'Extrem Orient Rus. En el mateix període, es va tenir notícia de quatre casos d’ós bru que van matar tigres joves i femelles, tant en disputes sobre preses com en defensa pròpia. Els ossos solen tenir por dels tigres i canvien el seu camí després de topar-se amb sendes de tigres. Als hiverns del 1970 al 1973, Yudakov i Nikolaev van registrar un cas d'un os bru que no mostrava por als tigres. Els ossos grans poden beneficiar-se de la presència de tigres en apropiar-se de les carcasses d'animals morts per aquests, sovint provinents d'animals que els ossos serien incapaços de caçar per si mateixos. Durant una investigació de telemetria a l’àrea protegida de Sikhote-Alin, es van observar 44 enfrontaments directes entre els dos depredadors, en els quals van resultar morts 22 ossos i 12 tigres.

## Rang de distribució i status
L'ós bru de l'Ussuri es troba present a les següents localitats: krai de l'Ussuri, Sakhalin, óblast d'Amur, nord de les illes Xantar, illa Iturup, nord-est de la Xina, península de Corea, Hokkaido i illa Kunaixir. Fins al segle xiii, els ossos van habitar també les petites illes Rebun i Rishiri, després d’haver creuat l'estret de La Pérouse per arribar-hi. També van estar presents a Honshu, l'illa més gran del Japó, durant l'últim període glacial, però possiblement es van extingir competint amb els ossos negres asiàtics o bé per la pèrdua d'hàbitat a causa del canvi climàtic. Actualment a Hokkaido hi ha tres grups genètics que van arribar a través de Honshu en diferents moments durant els darrers 3 milions d'anys.
A la província xinesa de Heilongjiang hi ha entre 500-1.500 ossos bruns de l'Ussuri i el seu status de conservació està catalogat com a espècie vulnerable. La caça i la captura il·legals s'ha convertit en un factor molt important que contribueix a la disminució del nombre d'ossos, ja que les parts del cos tenen un alt valor econòmic en aquest país.
A Rússia, l'os bru Ussuri és considerat un animal de caça, tot i que no se'l persegueix tan extensament com a l'os bru euroasiàtic i l'os bru siberià.
A Corea del Nord, l'os bru de l'Ussuri és oficialment reconegut com a monument natural pel seu govern i encara romanen alguns ossos a les zones més altes de les muntanyes. Mentre, a Corea del sud, aquest animal es va extingir fa molts anys, en gran part a causa del furtivisme.
A l'illa de Hokkaido, el 2014 s'estimava una població entre 2.200 i 6.500 ossos que la Unió Internacional per a la Conservació de la Natura (UICN) catalogava en Risc mínim. Actualment es reconeixen cinc subpoblacions regionals en aquesta illa del nord del Japó. D’aquestes, la petita i aïllada subpoblació occidental d'Ishikari és considerada en perill d’extinció al llibre de dades vermelles del Japó. Es creu que de 90 a 152 ossos bruns habiten a la regió occidental d'Ishikari i de 84 a 135 a les muntanyes Teshio-Mashike. El seu hàbitat ha estat severament limitat per les activitats humanes, especialment les explotacions forestals i la construcció de carreteres. La recol·lecció excessiva també és un factor important per limitar la seva població.
Les altres poblacions aïllades són les de les dues illes Kurils, catalogades per la UICN com en perill d'extinció i que presenten un important aïllament genètic: a l'illa Kunaixir (130 ossos estimats, al 2001) i a la veïna illa Iturup (260 ossos al 2001).

## Atacs a humans

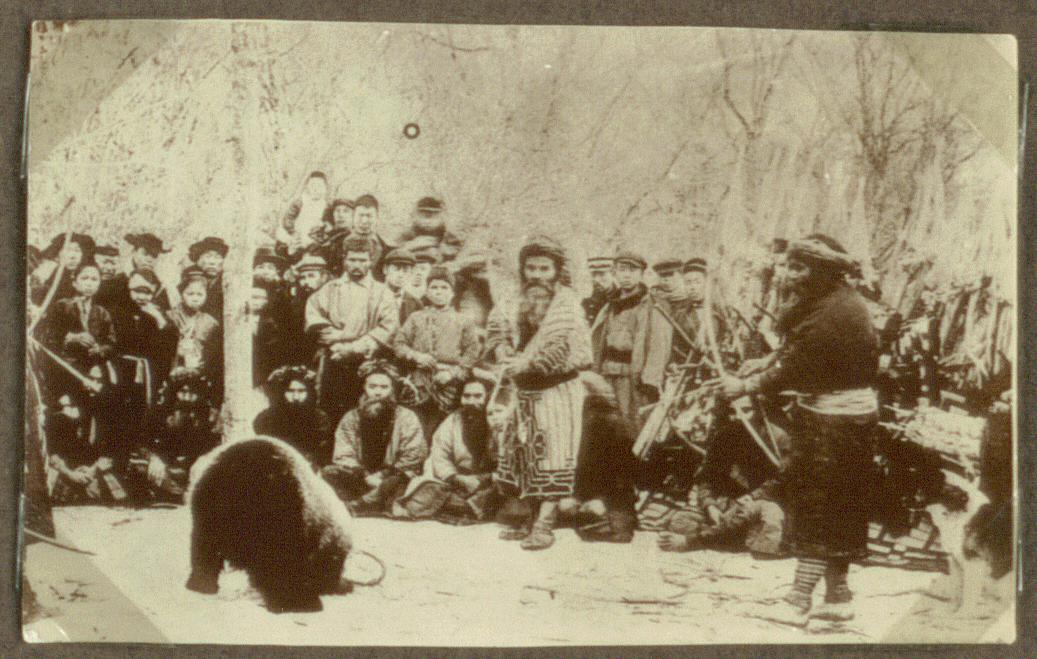
Os bru de l'Ussuri preparat per ser sacrificat

A Hokkaido, durant els primers 57 anys del segle xx, 141 persones van morir a causa d'atacs d'os i altres 300 van resultar ferides. L'anomenat 'incident de l'os bru a Sankebetsu', que es va produir el desembre de 1915 a Sankei, al districte de Sankebetsu, va ser el pitjor atac d'os de la història japonesa, quan van morir set persones i tres més van resultar ferides. L'autor fou un os bru de 380 kg i 2,7 m d'alçada que va atacar dues vegades el poble de Tomamae, tornant a la zona la nit després del seu primer atac durant la vetlla prèvia al funeral de les víctimes anteriors. Sovint es fa referència a l'incident quan es produeixen interaccions amb ossos al Japó, essent probablement la causa de la percepció japonesa dels ossos com a animals devoradors d'homes.

## Associacions Culturals
El poble ainu, present a Hokkaido, venera l’ós bru de l'Ussuri, practicant el sacrifici ritual de l'animal, menjant-ne la carn i bevent-ne la sang com a part d’una festa religiosa coneguda com Iomante. Aquesta pràctica s'encuadra en el que es coneix antropològicament com a rituals d'adoració de l'os,